# Prințesa Estelle, Ducesă de Östergötland
Prințesa Estelle a Suediei, Ducesă de Östergötland (Estelle Silvia Ewa Mary; n. 23 februarie 2012) este primul copil al Prințesei Moștenitoare Victoria a Suediei și al Prințului Daniel, Duce de Västergötland. Este prima nepoată al regelui Carl al XVI-lea Gustaf al Suediei și a doua în linia de succesiune la tronul Suediei. Are un frate mai mic, Prințul Oscar, Duce de Skåne.

## Naștere și botez

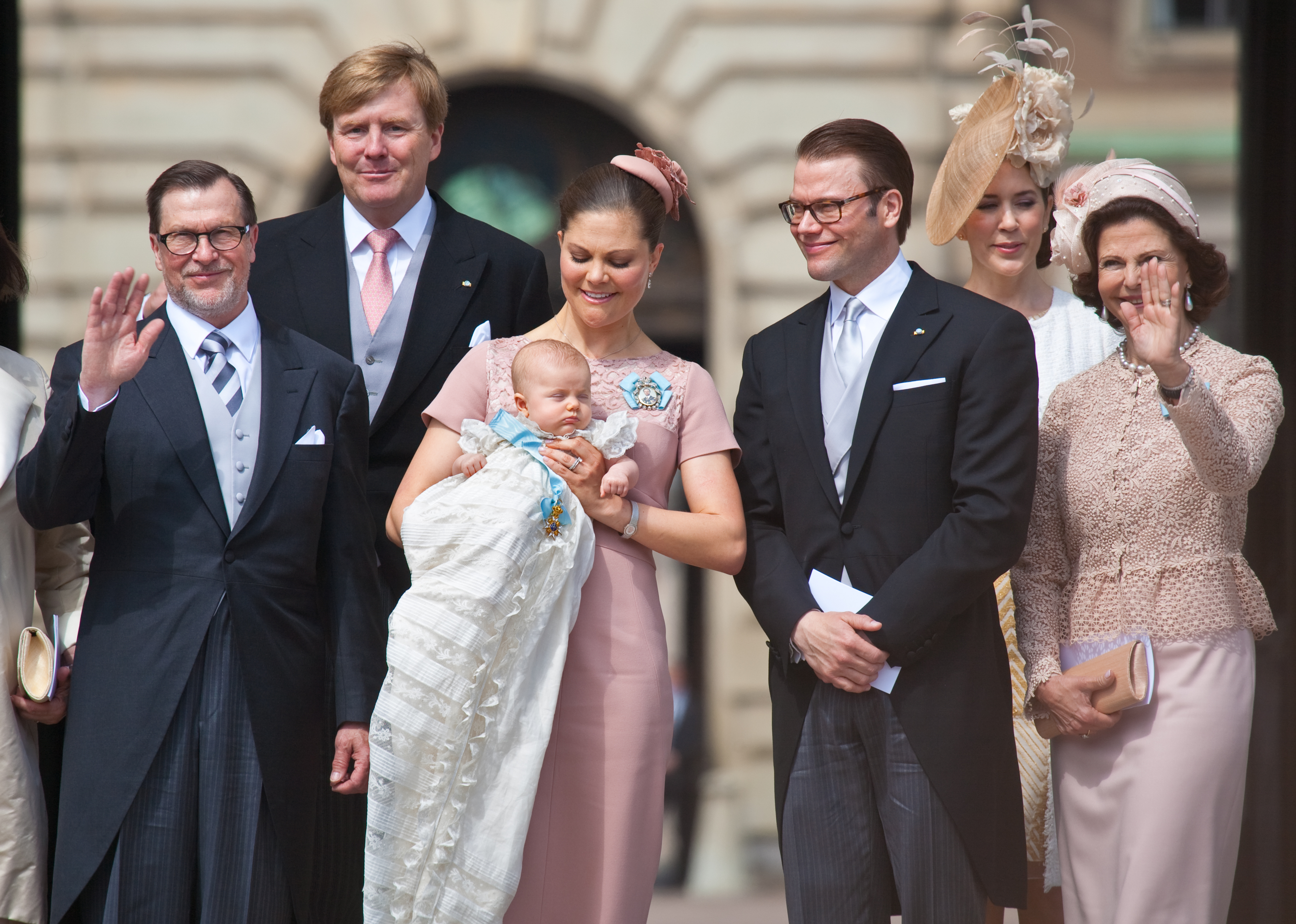
Estelle cu părinții și nașii ei.

Estelle s-a născut la 04:26 CET la 23 februarie 2012. La naștere a măsurat 51 de cm și a cântărit 3,280 kg. Numele prințesei a fost anunțat la 24 februarie 2012 de bunicul matern, regele Carl XVI Gustaf al Suediei.
Este de așteptat ca într-o zi Prințesa Estelle să devină regină. Ea se alătură astfel altor prințese europene care vor deveni regine: Prințesa Ingrid Alexandra a Norvegiei, Prințesa Elisabeta a Belgiei, Infanta Leonor a Spaniei și Prințesa Catharina-Amalia a Țărilor de Jos.
Este prima femeie din istoria Suediei care s-a născut cu dreptul de a moșteni tronul, drept care nu poate fi luat de nașterea ulterioară a unui moștenitor de sex masculin. Ea este, de asemenea, prima persoană din istoria Suediei care s-a născut drept copil al unei prințese moștenitoare. Cele două prințese suedeze de dinaintea Estellei care la naștere erau pe prima poziție în ordinea succesiunii la tron au fost ambele moștenitoare prezumtive: Cristina, care în cele din urmă a devenit regină și Hedvig Sophia, care a fost înlocuită de un frate mai mic.
Prințesa Estelle a fost botezată la 22 mai 2012 la capela regală din Stockholm, Suedia. Nașii ei sunt: Prințesa Moștenitoare Mary a Danemarcei, Prințul Carl-Philip al Suediei, Prințul Moștenitor Haakon al Norvegiei, Prințul Moștenitor Willem-Alexander al Țărilor de Jos și Anna Westling Söderström, sora tatălui ei.

## Educație și rol regal
Ca a doua în linie la tronul suedez, Estelle a fost în atenția publicului de la naștere. La 17 mai 2014, la vârsta de doi ani Estelle a participat la primul ei angajament oficial, care a fost inaugurarea unei poteci de basm, numit în onoarea ei "Poteca Poveștilor a Ducesei Estelle" în Tåkern, Östergötland. A vizitat Castelul Linköping, unde a fost primită de Elisabeth Nilsson, Kristina Zetterström și Ann-Catrine Hjerdt, primarul din Linköping.
Estelle a participat la nunta mătușii sale, Prințesa Madeleine, Ducesă de Hälsingland și Gästrikland cu Christopher O'Neill la 8 iunie 2013. De asemenea, a participat la botezul verișoarei ei la 8 iunie 2014. La 13 iunie 2015, Estelle a fost domnișoară de onoare la nunta unchiului ei, Prințul Carl Philip, Duce de Värmland.
La 25 august 2014, Prințesa Estelle a început educația preșcolară la Äventyret Preschool, Stockholm. Școala Äventyret a fost înființată în 1992 și folosește metode de predare în aer liber pentru a-i învăța pe copii despre natură și de a le transmite un sentiment al lumii naturale. Äventyret înseamnă aventură în suedeză.